# Мирзазаде, Амин
Амин Мохаммадзаман Мирзазаде (перс. امین میرزازاده‎; род. 8 января 1998, Гетвенд) — иранский борец греко-римского стиля, бронзовый призёр летних олимпийских игр 2024 года, чемпион мира 2023 года, чемпион Азии, призёр чемпионата мира, участник Олимпийских игр.

## Карьера
В октябре 2019 года в китайском Ухане завоевал бронзовую медаль на всемирных военных играх. В феврале 2020 года в Нью-Дели, одолев в финале южнокорейца Ким Минсока стал чемпионом Азии, в конце 2020 года переболел коронавирусом. В июне 2021 года сборной Ирана был включен в список участников Олимпиады в Токио. В августе 2021 года на Олимпиаде в схватке на стадии 1/8 финала одолел южнокорейца Ким Минсока (6:0), в поединке 1/4 финала уступил кубинцу Михаину Лопесу (0:8), так как Лопес вышел в финал, получил шанс побороться за бронзу, в утешительной схватке выиграл у румына Алина Алексук-Чурариу (5:1), а в схватке за третье место проиграл турку Рызе Каяалпу, и занял итоговое 5 место.
На летних Олимпийских играх 2024 года в Париже, в весовой категории до 130 кг стал обладателем бронзовой медали. В схватке за третье место поборол азербайджанского спортсмена Сабаха Шариати.

## Достижения
- Чемпионат мира по борьбе 2023 — ;
- Всемирные военные игры 2019 — ;
- Чемпионат Азии по борьбе 2020 — ;
- Чемпионат мира по борьбе среди спортсменов до 23 лет 2021 — ;
- Олимпийские игры 2020 — 5;